# 威茨堡 (阿肯色州)
威茨堡（英語：Wittsburg）是位於美國阿肯色州克羅斯縣的一個非建制地區。該地的面積和人口皆未知。

## 地理
威茨堡的座標為35°13′08″N 90°42′06″W / 35.21889°N 90.70167°W，而該地的平均海拔高度為79米（即259英尺）。